# Port lotniczy Breda-Gilze Rijen
Port lotniczy Breda-Gilze Rijen (IATA: GLZ, ICAO: EHGR) – wojskowy port lotniczy położony w Gilze-Rijen koło Bredy (Holandia).